# Arész
Arész (ógörögül: Ἄρης, nevének hagyományos magyar átírása Árész), illetve római megfelelője, Mars a görög és római mitológiában a háború istene, Zeusz és Héra gyermeke. Pallasz Athénével ellentétben nem bölcsen vezetett hadat és ezért nem a győzedelmes és igazságos háború, küzdelem istene volt, hanem az értelmetlen vérontás és kegyetlen öldöklés megtestesítője.

## Története
Arész nem tartozott a jóságos istenek közé, hiszen féktelen  és megállíthatatlan  volt. Amint meghallotta, hogy a földön két sereg ront egymásnak, feltette harci sisakját és felpattant harci szekerére, amelyet két tüzet okádó fekete ló húzott. Kardjának félelmetes suhintása kiszámíthatatlan volt. Előre nem lehetett tudni, hogy melyik sereget ritkítja, hiszen ha Arész belerohant a csata sűrűjébe, akkor nem érdekelte semmi, amíg vér folyt. A harcosok vesztét éppúgy élvezte, mint bátorságukat. Ugyanakkor gyűlölte a rendet és békét, hiszen ezek akadályozták a háború kitörését, ezért támogatott mindenkit, aki meg akarta törni a rendet.
A harcokban kiszámíthatatlan volt, hol az egyik felet támogatta, hol a másikat. A harcokba elkísérték fiai: Deimosz, a rettenet és Phobosz az iszonyat megtestesítői. Harci kocsija előtt Erisz, a viszály és Enüó, a harctéri öldöklés istennői futnak. Mivel vak dühvel csapott bele minden harcba, gyakran alulmaradt főleg Athénéval szemben. Az a szégyen is megesett vele, hogy halandóval szemben maradt alul: a trójai síkon az argosziak vezére, Diomédész megsebesítette a hadak istenét, igaz, Athéné segített neki. Arész fájdalmában akkorát üvöltött, mintha tízezren ordítottak volna egyszerre, és dicstelenül, jajveszékelve iszkolt el a helyszínről.
Egyszer Héraklész is legyőzte. Talán legnagyobb szégyene az volt, mikor a két gigász ifjú, Ótosz és Ephialtész bezárta Arészt egy rézhordóba és 13 hónapig maradt ott, mikor Hermész szabadította meg börtönéből. Míg leláncolva raboskodott a hordóban a földön béke és rend honolt.
Magas és helyes férfiú volt, bár - katona módjára - kissé faragatlan. A szépség istennője, Aphrodité sem tudott neki ellenállni és 4 (vagy 5) gyermeket szült neki:
- Deimosz
- Phobosz
- Anterósz
- Harmónia
- Erósz – a mitológia Erósz származását tekintve bizonytalan.

További gyermekei: 
- dölyfösségéről ismert Küknosz, akit Héraklész ölt meg egy párbaj során
- Aszkalaphosz, orkhomenoszi király, aki Trója alatt halt meg
- Oinomaosz, Harpiné nimfától született fia, Pisza királya
- Pentheszileia, Ortréra nimfától született leánya, az amazónok királynője

A római mondavilágban Mars gyermekeinek tulajdonítják Romulust és Remust.
Rómában ezzel ellentétben a legnagyobb istenek közé sorolták, közvetlen Jupiter (Zeusz) után állt.

## Tisztelete
Valószínűleg thrák eredetű isten, aki a mükénei korban került be a görög istenek sorába. Görögországban inkább Athénét tisztelték, még a militarizmusáról híres Spártában is legfeljebb kutyakölyköket áldoztak neki. Összesen egy-két temploma volt egész Hellász területén; Athénban volt temploma az agórán, az argoliszi és a halikarnasszoszi templomok említhetők még meg. Neki szentelték az Areioszpagosz dombot, ahol a legfelső bíróság székelt.

## Ábrázolásai
Szobrászat

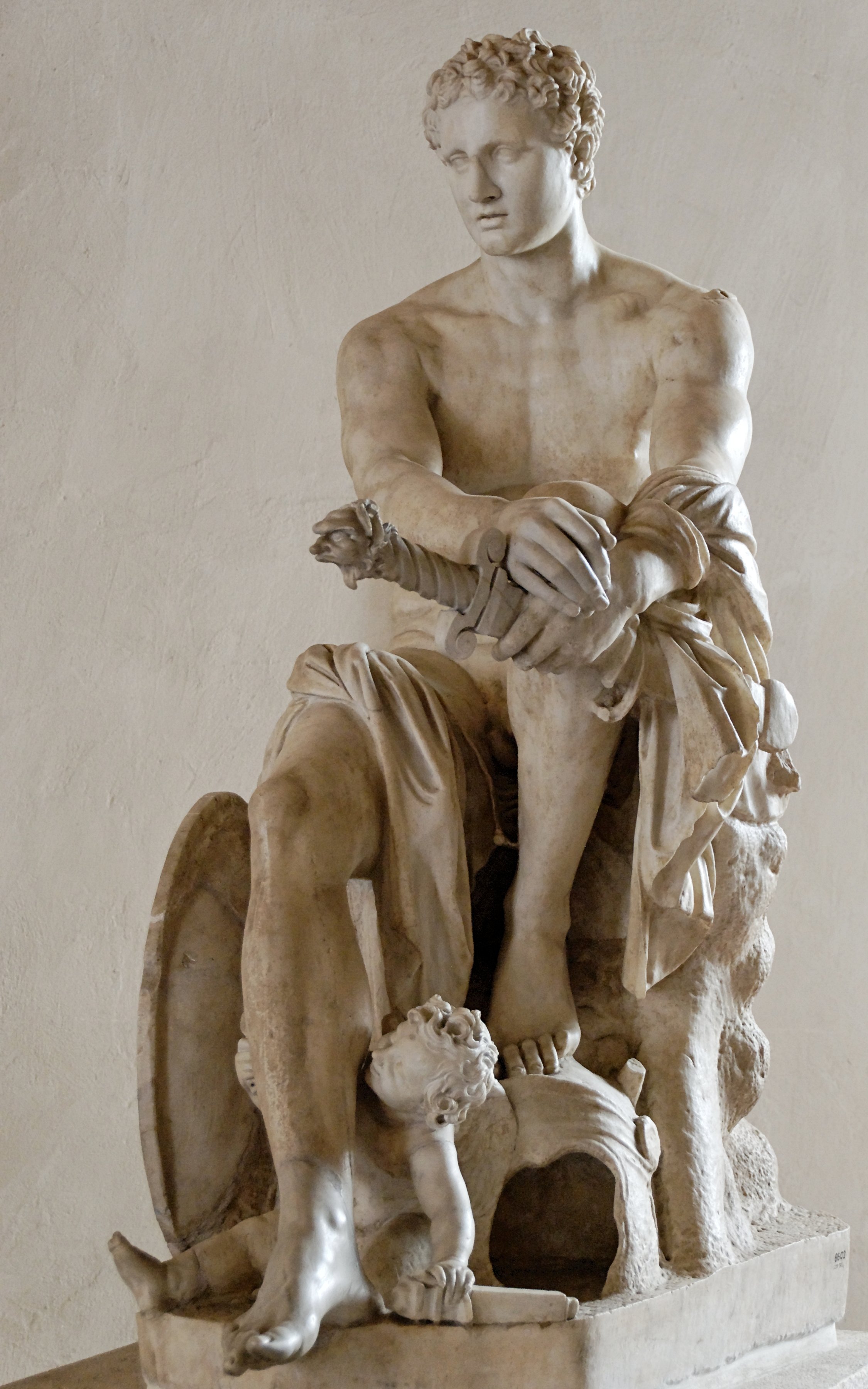
Ludovisi Arész

Attribútuma a kard és a pajzs volt a görögöknél. A rómaiaknál előszeretettel ábrázolták szent állataival, a farkassal és a harkállyal.
- Borghese Arész – Kr. e. 421-410 közötti évekből származó és Alkamenésznek tulajdonított görög eredeti római másolat (Louvre, Párizs)
- Ludovisi Arész – szintén római másolat Kr. e. 4. század második feléből (Róma, Museo Nazionale)
- Todibeli Mars – Kr. e. 4. századból származó etruszk bronzszobor, amely valószínűleg nem a hadistent ábrázolja, csak a hagyomány miatt nevezik így, ma a Vatikáni Múzeumban
- vázaképeken főleg az Aphroditéval folytatott kalandjait ábrázolják, Pompejben épp azt, ahogy Hephaisztosz rajtakapja őket.
- Bertel Thorvaldsen: Mars és Ámor, 1809-10
- Antonio Canova: Mars és Vénusz, 1816
- Adriaen de Vries: Mars és Vénusz, 1600-as évekből, jelenleg a prágai vár képtárában található
- egy keresztény templomban is található egy Marsot ábrázoló szobor, a prágai Szent Vitus székesegyházban, Slik gróf síremlékén (készítője: Matthias Bernhard Braun)

Festészet

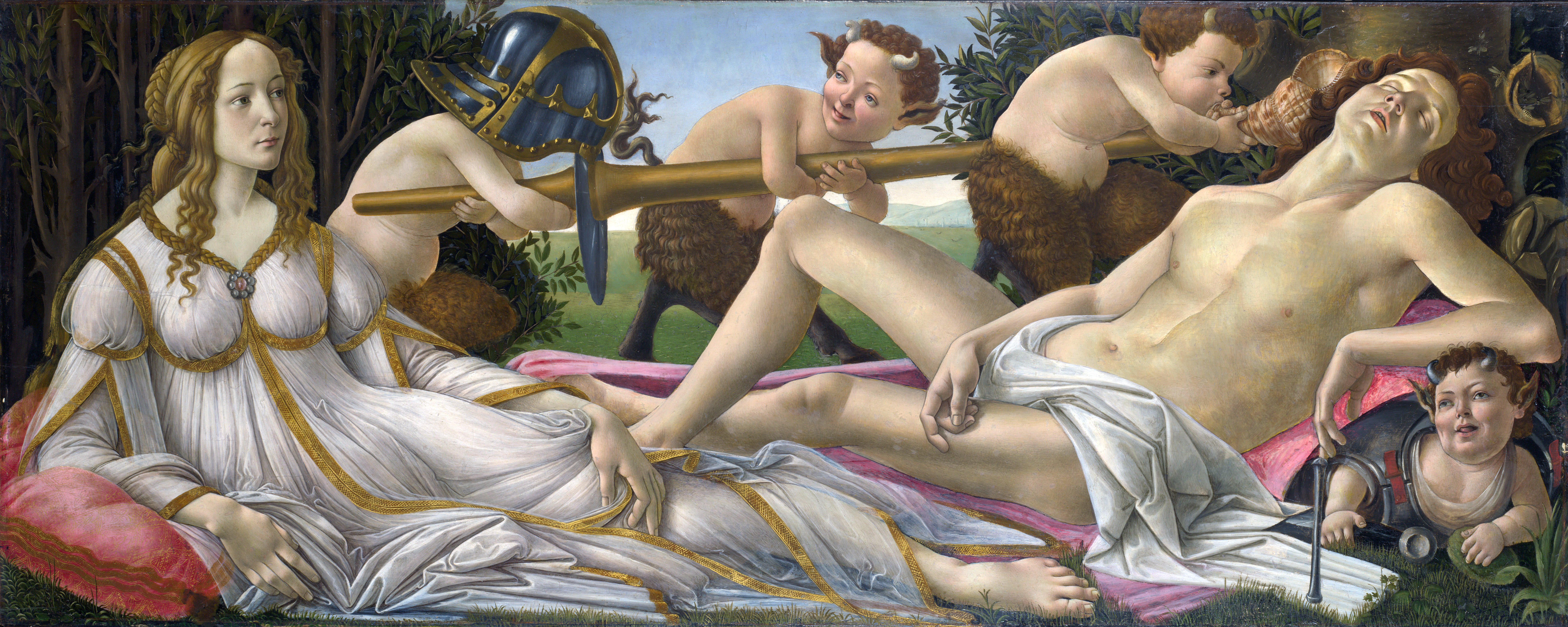
Botticelli: Venus és Mars

- Botticelli: Venus és Mars című képe, mely 1486-ban készült (London, National Gallery)
- Tintoretto: Minerva és Mars, 1578 (Velence, Doge-palota)
- Veronese: Venus és Mars, 1560-1570 (New York, Metropolitan Museum of Art)
- Rubens: A győzelem istennője megkoronázza Marsot, 1612 körül (Drezda, Gemaldegaerie)
- Rubens: Mars diadala, ma a Vatikáni Múzeumban
- Rembrandt: Mars, 1655 (Glasgow, Art Gallery)